# Andrea Cassulo
Andrea Cassulo (Castelletto d'Orba, 30 novembre 1869 – Istanbul, 9 gennaio 1952) è stato un arcivescovo cattolico italiano.

## Biografia
Nacque a Castelletto d'Orba, piccolo centro in provincia di Alessandria e diocesi di Tortona, il 30 novembre 1869, figlio di Giuseppe Cassulo e di Maria Massone.
Compì gli studi classici presso gli Scolopi di Ovada e nel Collegio San Giorgio di Novi Ligure, e quelli teologici nel Seminario vescovile di Chiavari, laureandosi, nel 1898, presso l'Angelicum di Roma.
Venne ordinato presbitero il 23 dicembre 1893 dallo scolopio Alfonso Maria Mistrangelo, da pochi mesi vescovo di Pontremoli.
Ricoprì l'ufficio di segretario di questo prelato, prima, fino al 1899 a Pontremoli, poi, fino al 1911, a Firenze, sede cui venne promosso, quale nuovo arcivescovo, il 19 giugno 1899, oltre ad essere Preposito Generale del proprio Ordine dal 1900 al 1904.
Nel 1904 divenne canonico della cattedrale metropolitana di Santa Maria del Fiore e, nel 1911, venne nominato vicario generale dell'arcidiocesi di Firenze.
Pio X lo elesse, il 15 aprile 1914, vescovo di Fabriano e Matelica. Fu consacrato, il successivo 24 maggio, sempre dall'arcivescovo Mistrangelo, che il 6 dicembre dell'anno seguente verrà creato cardinale, avendo per co-consacranti il fiorentino Emilio Maria Miniati, arcivescovo titolare di Stauropoli e già vescovo di Massa Carrara, e Massimiliano Novelli, vescovo di Colle di Val d'Elsa.
Il 10 settembre 1914 prese possesso della diocesi, nella quale rimase per oltre sei anni, fino al 25 gennaio 1921, quando Benedetto XV lo promosse arcivescovo titolare di Leontopoli di Augustamnica e lo nominò delegato apostolico in Egitto ed Arabia.
Tra il 1921 e il 1943 presiedette quindici consacrazioni episcopali, tra le quali, il 30 novembre 1926, al Cairo, con l'assistenza di Pierre Aziz Ho, di rito caldeo, vescovo titolare di Arad, e del francescano Igino Nuti, vescovo titolare di Pupiana e vicario apostolico d'Egitto, quella di due prelati di rito copto, François Baselios Bistauros, vescovo di Minya, o Ermopoli Maggiore, dei Copti, e Markos Khouzam, vescovo di Tebe, o Luxor, dei Copti, che successivamente, dal 1947 al 1958, sarà patriarca di Alessandria dei Copti con il nome di Markos II Khouzam.
Il 7 maggio 1927 fu inviato nell'America Settentrionale, quale delegato apostolico nel Canada e Terranova, dove rimase fino al 14 giugno 1936 quando ricevette la nomina a nunzio apostolico in Romania.
Durante i difficili anni della Seconda guerra mondiale, si adoperò, come il delegato apostolico in Turchia e Grecia, Angelo Giuseppe Roncalli, il futuro Giovanni XXIII, il nunzio apostolico in Ungheria, Angelo Rotta, e l'incaricato d'affari ad interim  nella Repubblica Slovacca, Giuseppe Burzio, ad alleviare le sofferenze e a salvare, per quanto possibile, la vita degli Ebrei della Romania, intervenendo più volte presso il conducător Ion Antonescu.
Nel 1944 il Paese fu occupato dalle truppe sovietiche, e, all'inizio del 1946, dopo essere stato dichiarato persona non grata, rientrò a Roma, rimanendo a disposizione della Segreteria di Stato.
Le relazioni diplomatiche tra Santa Sede e Romania rimarranno interrotte, per oltre quarant'anni, fino al 15 maggio 1990, con la successiva nomina a nunzio apostolico del verbita slovacco Ján Bukovský.
Il 3 giugno 1947 fu inviato, quale successore del lazzarista Alcide Marina, a Istanbul dopo la nomina a delegato apostolico in Turchia, nonché ad amministratore apostolico sede vacante del vicariato apostolico di Costantinopoli.
Ricoprì questi incarichi fino alla morte, avvenuta, ad oltre 82 anni, ad Istanbul, il 9 gennaio 1952.
Fu sepolto nella Chiesa parrocchiale di San Francesco d'Assisi, nella frazione Crebini-Cazzuli di Castelletto d'Orba, suo paese natale, in una tomba sormontata da una riproduzione della Pietà di Michelangelo.

## Riconoscimenti per l'opera svolta in difesa degli Ebrei
Sulla situazione degli Ebrei in Romania negli anni della Seconda guerra mondiale, nel 2010, il professor Carol Iancu dell'Università Paul Valery di Montpellier, direttore dell'Ecole des Hautes Etudes du Judaisme de France, ha pubblicato un volume, nel quale, tra l'altro, riporta quanto il dottor Alexandru Șafran, Gran Rabbino di Romania dal 1940 al 1947, e poi Gran Rabbino di Ginevra dal 1948 al 1998, scomparso all'età di 96 anni nel 2006, scrive in una lettera, indirizzata al nunzio Cassulo, il 7 aprile 1944, esprimendogli la sua "gratitudine rispettosa" per quanto è stato fatto da papa Pio XII, e per il suo personale impegno di incaricato diplomatico "in favore degli ebrei di Romania e di Transnistria" durante la persecuzione nazista.
Lo stesso importante esponente religioso sionista, in un'intervista rilasciata al giornale Mântuirea il 27 settembre 1944, dichiara, riferendosi al Nunzio Cassulo: I passi di Sua Eccellenza sono stati decisivi nei frangenti più pericolosi della nostra vita. Quando la situazione pareva ormai senza speranza il suo prestigioso intervento poneva fine alla sciagura che si annunciava. Due anni fa, durante quelle giornate terribili l'atteggiamento di Sua Eccellenza, con la sua alta autorità morale, ci ha salvato.
Il libro del professor Iancu, dal titolo Alexandre Safran et la Shoah inachevée en Roumanie. Recueil de documents (1940-1944), è stato presentato il 13 ottobre 2010 a Bucarest in occasione della solenne cerimonia di consegna della Medaglia Dr. Alexandru Șafran, riconoscimento organizzato dalla Federazione delle Comunità Ebraiche di Romania, che ha visto tra i premiati, alla memoria, proprio l'arcivescovo Andrea Cassulo, con la consegna della medaglia al suo successore, il nunzio apostolico nel Paese balcanico, lo spagnolo Francisco-Javier Lozano Sebastián.
Su tale argomento è intervenuto Raffaele Alessandrini, con un articolo pubblicato su L'Osservatore Romano del 5 novembre 2010.

## Genealogia episcopale e successione apostolica
La genealogia episcopale è:
- Cardinale Scipione Rebiba
- Cardinale Giulio Antonio Santori
- Cardinale Girolamo Bernerio, O.P.
- Arcivescovo Galeazzo Sanvitale
- Cardinale Ludovico Ludovisi
- Cardinale Luigi Caetani
- Cardinale Ulderico Carpegna
- Cardinale Paluzzo Paluzzi Altieri degli Albertoni
- Papa Benedetto XIII
- Papa Benedetto XIV
- Papa Clemente XIII
- Cardinale Marcantonio Colonna
- Cardinale Giacinto Sigismondo Gerdil, B.
- Cardinale Giulio Maria della Somaglia
- Cardinale Carlo Odescalchi, S.I.
- Cardinale Costantino Patrizi Naro
- Cardinale Lucido Maria Parocchi
- Cardinale Alfonso Maria Mistrangelo, Sch.P.
- Arcivescovo Andrea Cassulo

La successione apostolica è:
- Vescovo Jules Girard, S.M.A. (1921)
- Patriarca Marco II Khouzam (1926)
- Vescovo François Baselios Bistauros (1926)
- Vescovo Joseph-Wilfrid Guy, O.M.I. (1930)
- Arcivescovo Gerald C. Murray, C.SS.R. (1930)
- Vescovo Denis P. O'Connor (1930)
- Vescovo Joseph Louis Aldée Desmarais (1931)
- Arcivescovo Joseph Anthony O'Sullivan (1931)
- Arcivescovo Peter Joseph Monahan (1932)
- Arcivescovo Louis-Joseph-Arthur Melanson (1933)
- Vescovo Paul-Ernest-Anastase Forget (1934)
- Arcivescovo John Hugh MacDonald (1934)
- Vescovo Ralph Hubert Dignan (1935)
- Vescovo Áaron Márton (1939)
- Vescovo Markus Glaser (1943)